# پل جولی
پل جولی (انگلیسی: Paul Joly؛ زادهٔ ۷ ژوئن ۲۰۰۰) بازیکن فوتبال اهل فرانسه است.